# Palhinhaea pendulina
Palhinhaea pendulina är en lummerväxtart som först beskrevs av William Jackson Hooker, och fick sitt nu gällande namn av Josef Holub. Palhinhaea pendulina ingår i släktet Palhinhaea och familjen lummerväxter. Inga underarter finns listade i Catalogue of Life.